# 白金山站
白金山站（韓語：백금산역）是朝鮮民主主義人民共和國咸鏡南道端川市的一個鐵路車站，属于金溝線。

## 邻近车站
金溝線
钱山站 - 白金山站 - 金溝站